# لويغي بالومبو
لويغي بالومبو (بالإيطالية: Luigi Palumbo)‏ هو لاعب كرة قدم إيطالي في مركز الدفاع، ولد في 30 مايو 1991 في أفيرسا في إيطاليا. لعب مع نادي بارما ونادي تشيزينا ونادي غوريتسا.

## وصلات خارجية
- لويغي بالومبو على موقع قاعدة بيانات كرة القدم.إي يو (الإنجليزية)
- لويغي بالومبو على موقع Soccerway.com (الإنجليزية)